# Tavares (grupo)
Tavares (também conhecido por The Tavares Brothers) é um grupo americano de R&B, funk e soul music composto por cinco irmãos de origem cabo-verdiana. Alguns nasceram em New Bedford, Massachusetts e outros em Providence, Rhode Island, eles se deslocavam entre as duas cidades durante a infância.

## História
Os irmãos, cujos pais eram descendentes de cabo-verdianos, começaram a atuar em 1959 como Chubby and the Turnpikes quando o irmão mais novo tinha nove anos. O tecladista do grupo P-Funk, Bernie Worrell, juntou-se brevemente ao grupo em 1968, enquanto frequentava o Conservatório de Música da Nova Inglaterra. O futuro baterista do Aerosmith Joey Kramer apareceu como o "baterista branco simbólico" em uma formação denominada The Turnpikes entre o outono de 1969 e setembro de 1970, quando foi convidado para se juntar ao Aerosmith. Mais tarde, Kramer foi substituído pelo baterista Paul Klodner e pelo baixista Steve Strout, o que lhes deu uma seção rítmica forte e vigorosa. Chubby and The Turnpikes assinou com a Capitol Records em 1967 e teve alguns sucessos locais, incluindo "I Know The Inside Story" em 1967 e "Nothing But Promises" em 1968. Em 1973, eles mudaram seu nome para Tavares e marcaram seu primeiro R&B Top 10 (Pop Top 40) com "Check it Out", e logo começaram a figurar regularmente nas paradas de R&B e pop. O primeiro álbum incluía o irmão Victor, que cantou em "Check it Out", mas saiu do grupo logo depois. Em 1974, Tavares teve um sucesso de R&B nº 1 com "She's Gone" de Hall & Oates.1975 acabou sendo seu ano de maior sucesso nas paradas, com um álbum Top 40 (In the City), o hit nº 25 "Remember What I Told You Forget", e seu maior hit, o Top 10 Pop/No. 1 R&B sucesso "It Only Takes a Minute", que mais tarde foi regravado com sucesso por Jonathan King e Take That, e sampleado por Jennifer Lopez. "Minute" foi seguido por uma série de sucessos: "Heaven Must Be Missing an Angel" (1976), "Don't Take Away the Music" (1976) e "Whodunit" (1977, outro hit nº 1 no chart R&B). Em 1977, eles também gravaram "I Wanna See You Soon", um dueto com Freda Payne, colega de selo da Capitol, que foi tocado na BBC Radio 1.
Muitos de seus sucessos, no entanto, subestimaram seu background R&B e deram ao grupo a imagem de um ato disco. Essa percepção foi reforçada por sua participação na trilha sonora do filme Saturday Night Fever, em 1977. Tavares gravou a música "More Than a Woman" dos Bee Gees, e sua versão alcançou o Pop Top 40 naquele ano. A trilha sonora se tornou uma das mais bem-sucedidas da história, dando a Tavares seu único Grammy.
Álbuns posteriores, como Madam Butterfly e Supercharged, desviaram-se do formato disco e foram menos bem-sucedidos nas paradas pop (embora continuassem a ter o Top 10 de sucessos de R&B como "Never Had a Love Like This Before" e a popular sociopolítica "Bad Times" escrita pelo cantor e compositor britânico Gerard McMahon). No início da década de 1980, Tavares deixou a Capitol Records, assinando com a RCA. Eles tiveram um último grande sucesso, a balada "A Penny for Your Thoughts", pela qual foram indicados ao Grammy em 1982; seu último grande lançamento foi Words and Music em 1983.
Em 1984, Ralph saiu do grupo. Pooch assumiu como agente de reservas/negócios não comissionado do grupo de 1984 a 2014. Tiny saiu em meados da década de 1990 para seguir carreira solo, enquanto os outros três irmãos continuaram a turnê. Tiny voltou ao grupo em 2009.
O músico Feliciano "Flash" Vierra Tavares, patriarca da família e pai de todos os membros de Tavares, faleceu em 2008.
Chubby Tavares lançou seu primeiro álbum solo, Jealousy, em 17 de julho de 2012, alguns meses depois de Tavares, the Four Tops (que gravou a versão original de "Remember What I Told You Forget"), e The Temptations viajaram juntos pelo Reino Unido. Antes do álbum, um single digital chamado "It's Christmas" foi lançado. Em 17 de dezembro, alcançou a 5ª posição na parada Acid Jazz da Amazon. Tanto o álbum quanto o single foram produzidos por Carla Olson, e o álbum foi lançado pela Fuel Records/Universal.
Em 2013, os irmãos foram homenageados com o Lifetime Achievement Awards da National R&B Music Society Black Tie Gala em Atlantic City, NJ. Todos os seis irmãos compareceram e se apresentaram juntos no palco pela primeira vez em 37 anos.
Em 2014, Pooch sofreu um acidente vascular cerebral devastador e os negócios/reservas da TAVARES foram transferidos para a Oriola Mngmt LLC. Pooch acreditava no negócio da família Tavares e lealmente se manteve fiel a ele durante toda sua carreira de cantor. Ele agradeceu a seu irmão Ralph por intervir durante sua doença. Pooch recuperou a saúde e optou pela aposentadoria deixando aos fãs a imagem de sua última apresentação.
Eles foram incluídos no Rhode Island Music Hall of Fame em 2014.
O grupo consiste em:
- Ralph - Ralph Edward Vierra Tavares (10 de dezembro de 1941 - 8 de dezembro de 2021)[6]
- Pooch - Arthur Paul Tavares (12 de novembro de 1942 - 15 de abril de 2024)[7]
- Chubby - Antone Lee Tavares (2 de junho de 1944)
- Butch - Feliciano Vierra Tavares Jr. (18 de maio de 1948)
- Tiny - Perry Lee Tavares (23 de outubro de 1949)

## Discografia

### Álbuns de estúdio
| Ano                                                                                                 | Álbum            | Posições | Posições | Posições | Posições | Posições | Posições | Gravadora |
| Ano                                                                                                 | Álbum            | US       | US R&B   | AUS      | CAN      | NLD      | UK       | Gravadora |
| --------------------------------------------------------------------------------------------------- | ---------------- | -------- | -------- | -------- | -------- | -------- | -------- | --------- |
| 1974                                                                                                | Check It Out     | 160      | 20       | —        | —        | —        | —        | Capitol   |
| 1974                                                                                                | Hard Core Poetry | 121      | 11       | —        | —        | —        | —        | Capitol   |
| 1975                                                                                                | In the City      | 26       | 8        | —        | 93       | —        | —        | Capitol   |
| 1976                                                                                                | Sky High!        | 24       | 20       | 36       | 7        | 2        | 22       | Capitol   |
| 1977                                                                                                | Love Storm       | 59       | 15       | 99       | 67       | —        | —        | Capitol   |
| 1978                                                                                                | Future Bound     | 115      | 55       | —        | —        | —        | —        | Capitol   |
| 1979                                                                                                | Madam Butterfly  | 92       | 13       | —        | 90       | —        | —        | Capitol   |
| 1980                                                                                                | Supercharged     | 75       | 20       | —        | —        | —        | —        | Capitol   |
| 1980                                                                                                | Love Uprising    | 205      | —        | —        | —        | —        | —        | Capitol   |
| 1981                                                                                                | Loveline         | —        | —        | —        | —        | —        | —        | Capitol   |
| 1982                                                                                                | New Directions   | 137      | 30       | —        | —        | —        | —        | RCA       |
| 1983                                                                                                | Words and Music  | 208      | 48       | —        | —        | —        | —        | RCA       |
| "—" denota uma gravação que não alcançou posições nos charts ou não foi lançada naquele território. |                  |          |          |          |          |          |          |           |

| Ano                                                                                                 | Álbum                                           | Posições | Posições | Posições | Posições | Certificações | Gravadora   |
| Ano                                                                                                 | Álbum                                           | US       | US R&B   | NLD      | UK       | Certificações | Gravadora   |
| --------------------------------------------------------------------------------------------------- | ----------------------------------------------- | -------- | -------- | -------- | -------- | ------------- | ----------- |
| 1977                                                                                                | The Best of Tavares                             | 72       | 42       | —        | 39       | - BPI: Prata  | Capitol     |
| 1993                                                                                                | Capitol Gold: The Best of Tavares               | —        | —        | 28       | —        |               | Capitol     |
| 1996                                                                                                | The Greatest Hits                               | —        | —        | —        | —        |               | EMI         |
| 1997                                                                                                | It Only Takes a Minute: A Lifetime with Tavares | —        | —        | —        | —        |               | EMI         |
| 2001                                                                                                | The Best of Tavares                             | —        | —        | —        | —        |               | EMI-Capitol |
| 2002                                                                                                | Classic Masters                                 | —        | —        | —        | —        |               | Capitol     |
| 2004                                                                                                | Anthology                                       | —        | —        | —        | —        |               | Capitol     |
| "—" denota uma gravação que não alcançou posições nos charts ou não foi lançada naquele território. |                                                 |          |          |          |          |               |             |

### Singles
| Ano                                                                                                 | Single                                                    | Posições | Posições | Posições | Posições | Posições | Posições | Posições | Posições | Posições | Posições | Certificações              | Álbum            |
| Ano                                                                                                 | Single                                                    | US       | US R&B   | US Dan   | US A/C   | AUS      | CAN      | IRE      | NLD      | NZ       | UK       | Certificações              | Álbum            |
| --------------------------------------------------------------------------------------------------- | --------------------------------------------------------- | -------- | -------- | -------- | -------- | -------- | -------- | -------- | -------- | -------- | -------- | -------------------------- | ---------------- |
| 1973                                                                                                | "Check It Out"                                            | 35       | 5        | —        | —        | —        | —        | —        | —        | —        | —        |                            | Check It Out     |
| 1974                                                                                                | "That's the Sound That Lonely Makes"                      | 70       | 10       | —        | —        | —        | —        | —        | —        | —        | —        |                            | Check It Out     |
| 1974                                                                                                | "Too Late"                                                | 59       | 10       | —        | —        | —        | 67       | —        | —        | —        | —        |                            | Hard Core Poetry |
| 1974                                                                                                | "She's Gone"                                              | 50       | 1        | —        | —        | —        | 96       | —        | —        | —        | —        |                            | Hard Core Poetry |
| 1975                                                                                                | "Remember What I Told You to Forget" (A-side)             | 25       | 4        | —        | —        | —        | 46       | —        | —        | —        | —        |                            | Hard Core Poetry |
| 1975                                                                                                | "My Ship" (B-side)                                        | 25       | —        | —        | —        | —        | —        | —        | —        | —        | —        |                            | Hard Core Poetry |
| 1975                                                                                                | "It Only Takes a Minute"                                  | 10       | 1        | 2        | —        | —        | 17       | —        | —        | —        | —        |                            | In the City      |
| 1975                                                                                                | "Free Ride"                                               | 52       | 8        | —        | —        | —        | 71       | —        | —        | —        | —        |                            | In the City      |
| 1976                                                                                                | "The Love I Never Had"                                    | —        | 11       | —        | —        | —        | —        | —        | —        | —        | —        |                            | In the City      |
| 1976                                                                                                | "Heaven Must Be Missing an Angel"                         | 15       | 3        | 1        | 18       | 30       | 11       | 9        | 1        | 30       | 4        | - RIAA: Gold - BPI: Silver | Sky High!        |
| 1976                                                                                                | "Don't Take Away the Music"                               | 34       | 14       | 1        | —        | —        | 48       | 7        | 5        | —        | 4        | - BPI: Silver              | Sky High!        |
| 1977                                                                                                | "The Mighty Power of Love"                                | —        | —        | —        | —        | —        | —        | —        | —        | —        | 25       |                            | Sky High!        |
| 1977                                                                                                | "Whodunit"                                                | 22       | 1        | —        | 31       | 32       | 15       | —        | 7        | 3        | 5        |                            | Love Storm       |
| 1977                                                                                                | "One Step Away"                                           | —        | —        | —        | —        | —        | —        | —        | —        | —        | 16       |                            | Love Storm       |
| 1977                                                                                                | "Goodnight My Love"                                       | —        | 14       | —        | —        | —        | —        | —        | —        | —        | —        |                            | Love Storm       |
| 1977                                                                                                | "More Than a Woman"                                       | 32       | 36       | —        | —        | —        | 29       | —        | 34       | —        | 7        |                            | Future Bound     |
| 1978                                                                                                | "The Ghost of Love"                                       | —        | 48       | —        | —        | —        | —        | —        | —        | —        | 29       |                            | Future Bound     |
| 1978                                                                                                | "Timber"                                                  | —        | 94       | —        | —        | —        | —        | —        | —        | —        | —        |                            | Future Bound     |
| 1978                                                                                                | "Slow Train to Paradise"                                  | —        | —        | —        | —        | —        | —        | 18       | —        | —        | 62       |                            | Future Bound     |
| 1978                                                                                                | "Never Had a Love Like This Before"                       | —        | 5        | —        | —        | —        | —        | —        | —        | —        | —        |                            | Madam Butterfly  |
| 1979                                                                                                | "Straight from Your Heart"                                | —        | 77       | —        | —        | —        | —        | —        | —        | —        | —        |                            | Madam Butterfly  |
| 1979                                                                                                | "Bad Times"                                               | 47       | 10       | —        | —        | —        | —        | —        | —        | —        | —        |                            | Supercharged     |
| 1980                                                                                                | "I Can't Go on Living Without You"                        | —        | 42       | —        | —        | —        | —        | —        | —        | —        | —        |                            | Supercharged     |
| 1980                                                                                                | "Love Uprising"                                           | —        | 17       | —        | —        | —        | —        | —        | —        | —        | —        |                            | Love Uprising    |
| 1981                                                                                                | "Loneliness"                                              | —        | 64       | —        | —        | —        | —        | —        | —        | —        | —        |                            | Love Uprising    |
| 1981                                                                                                | "Turn Out the Nightlight"                                 | —        | 45       | —        | —        | —        | —        | —        | —        | —        | —        |                            | Loveline         |
| 1981                                                                                                | "Loveline"                                                | —        | 47       | —        | —        | —        | —        | —        | —        | —        | —        |                            | Loveline         |
| 1982                                                                                                | "A Penny for Your Thoughts"                               | 33       | 16       | —        | 15       | 60       | —        | —        | 45       | 17       | —        |                            | New Directions   |
| 1983                                                                                                | "Got to Find My Way Back to You"                          | —        | 24       | —        | —        | —        | —        | —        | —        | —        | —        |                            | New Directions   |
| 1983                                                                                                | "Deeper in Love"                                          | —        | 10       | 41       | —        | —        | —        | —        | —        | —        | —        |                            | Words and Music  |
| 1983                                                                                                | "Words and Music"                                         | —        | 29       | —        | —        | —        | —        | —        | —        | —        | —        |                            | Words and Music  |
| 1985                                                                                                | "Heaven Must Be Missing an Angel (Remix by Ben Liebrand)" | —        | —        | —        | —        | —        | —        | 8        | 11       | —        | 12       |                            | —                |
| 1985                                                                                                | "Don't Take Away the Music (Hands off the Music Mix)"     | —        | —        | —        | —        | —        | —        | —        | 48       | —        | —        |                            | —                |
| 1986                                                                                                | "It Only Takes a Minute (Remix by Ben Liebrand)"          | —        | —        | —        | —        | —        | —        | —        | —        | —        | 46       |                            | —                |
| "—" denota uma gravação que não alcançou posições nos charts ou não foi lançada naquele território. |                                                           |          |          |          |          |          |          |          |          |          |          |                            |                  |

## Prêmios
O Grammy Awards é concedido anualmente pela Academia Nacional de Artes e Ciências da Gravação dos Estados Unidos por realizações notáveis na indústria musical. Muitas vezes considerada a maior homenagem musical, os prêmios foram estabelecidos em 1958. Tavares ganhou um prêmio de uma indicação.
Tavares foi incluído no Rhode Island Music Hall of Fame em 2014.
| Ano  | Premiação | Trabalho nomeado                      | Prêmio       | Resultado |
| ---- | --------- | ------------------------------------- | ------------ | --------- |
| 1979 | Grammy    | Trilha sonora de Saturday Night Fever | Álbum do Ano | Venceu    |